# Schyroke (Krywyj Rih, Nowopillja)
Schyroke (ukrainisch Широке; russisch Широкое Schirokoje) ist ein Dorf im Rajon Krywyj Rih im Westen der ukrainischen Oblast Dnipropetrowsk  mit etwa 1500 Einwohnern.
Das Dorf liegt an der Fernstraße N 11 15 km nordöstlich des Stadtzentrums von Krywyj Rih.
Am 12. Juni 2020 wurde das Dorf ein Teil der neugegründeten Landgemeinde Nowopillja, bis dahin bildete es zusammen mit den Dörfern Nowoseliwka (Новоселівка), Romaniwka (Романівка), Schewtschenkowe (Шевченкове), Wilnyj Possad (Вільний Посад) und Wilnyj Tabir (Вільний Табір) die gleichnamige Landratsgemeinde Schyroke (Широківська сільська рада/Schyrokiwska silska rada) im Osten des Rajons Krywyj Rih.